# Natuurmonument
Een natuurmonument is een waardevol natuurgebied of landschapselement. Een natuurmonument kan op grond van de in de betreffende staat of land geldende criteria en de daarbijhorende wetten beschermd zijn.

## Nederland

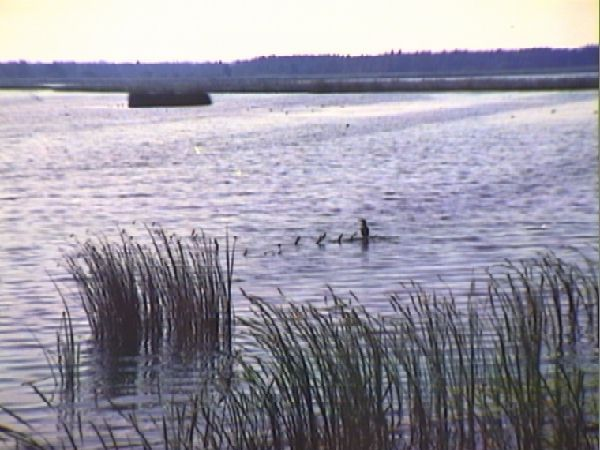
Naardermeer

In Nederland is een natuurmonument een gebied dat als zodanig is aangewezen op grond van de Natuurbeschermingswet, doorgaans op grond van bepaalde  ecologische waarden, die in de aanwijzingsbeschikking worden genoemd. Binnen de natuurbescherming in Nederland wordt onderscheid gemaakt tussen bescherming van gebieden en bescherming van soorten (planten en dieren). Voor de natuurmonumenten zijn dan ook niet zozeer (zeldzame) dier- en plantensoorten van belang, maar eerder bijzondere ecosystemen (terreintypen) en andere terreingebonden zaken als  geologische of landschappelijke aspecten.
De Vereniging tot behoud van Natuurmonumenten in Nederland heeft ondanks de naam geen speciale relatie tot deze wet.
In Nederland zijn zo'n 200 natuurgebieden aangewezen als beschermd natuurmonument. Het grootste is de Waddenzee, die grotendeels is aangewezen als staatsnatuurmonument.

### Wettelijk kader: aanwijzingen
De Natuurbeschermingswet 1998 maakt het mogelijk om natuurmonumenten te beschermen door deze aan te wijzen als ‘beschermd natuurmonument’. De Natuurbeschermingswet 1998 is nu het voornaamste implementatiekader (uitvoeringsregeling) voor de Vogelrichtlijn en Habitatrichtlijn. De gebiedsaanwijzingen vanuit de oude natuurbeschermingswet worden overgedaan (en voortgezet) op basis van de Vogel- en Habitatrichtlijnen en het dat overkoepelende Europese beschermingssysteem Natura 2000. De richtlijnen zijn al grotendeels van kracht, hoewel de aanwijzingsprocedures zijn nog niet geheel afgerond.
De Natuurbeschermingswet (NB-wet) is oorspronkelijk in 1968 van kracht geworden als eigen, nationaal instrument voor de natuurbescherming. Op 1 oktober 2005 kwam een belangrijke modernisering tot stand (Natuurbeschermingswet 1998). Op dat moment hebben de provincies de rol van bevoegd gezag voor een groot deel van het rijk overgenomen. Voor plannen, projecten en handelingen die schade kunnen veroorzaken aan een Natura 2000-gebied of een beschermd natuurmonument dient men dus bij de provincie een vergunning aan te vragen in het kader van de Natuurbeschermingswet 1998.

### Rechtsgevolgen
Indien een gebied is aangewezen als beschermd natuurmonument is het op grond van artikel 16 lid 1 Natuurbeschermingswet 1998 verboden om zonder vergunning handelingen te verrichten, te doen verrichten of te gedogen, die schadelijk kunnen zijn voor het natuurschoon, voor de natuurwetenschappelijke betekenis van het gebied of voor dieren of planten in het gebied of die het gebied ontsieren. Ook is het verboden in strijd met de bij een vergunning gestelde voorschriften of beperkingen handelingen te verrichten, te doen verrichten of te gedogen.
In staats- en beschermde natuurmonumenten zijn in beginsel alle voor het natuurmonument schadelijke activiteiten verboden, tenzij daarvoor een vergunning is afgegeven. De aanwijzingsbeschikking moet per gebied aangeven wat voor schadelijke zaken zoal aan de orde zouden kunnen komen en dus bij uitstek verboden, of vergunningsplichtig zijn. Vaak gaat het natuurlijk om ingrepen binnen het gebied zelf, maar de beheermaatregelen van natuurbeheersorganisatie vallen daar doorgaans buiten.
De Natuurbeschermingswet was oorspronkelijk mede bedoeld om door middel van voorlopige aanwijzingen als middel om spoedmaatregelen te kunnen nemen, zoals een verbod om te ontginnen. De overheid tracht autoritair optreden echter altijd zo veel mogelijk te vermijden. Schadelijke ingrepen binnen het gebied zelf probeert men doorgaans vóór te zijn door middel van aankoop en beheer door een natuurbeheerder, zoals het Staatsbosbeheer of de Vereniging Natuurmonumenten. In veruit de meeste gevallen zijn Nederlandse Natuurmonumenten trouwens qua eigendom reeds lang grotendeels of geheel in 'veilige' handen.
De Natuurbeschermingswet kent ook een externe werking, en kan dus ook van toepassing zijn buiten, maar dicht bij een aangewezen gebied. De belangrijkste onderwerpen in de externe werking zijn in de praktijk de bescherming van de waterhuishouding en de depositie van ammoniak door omringende veehouderijen. Lang niet alle natuurgebieden zijn daar gevoelig voor, en zo niet, dan gelden ook geen verboden.

## Duitsland

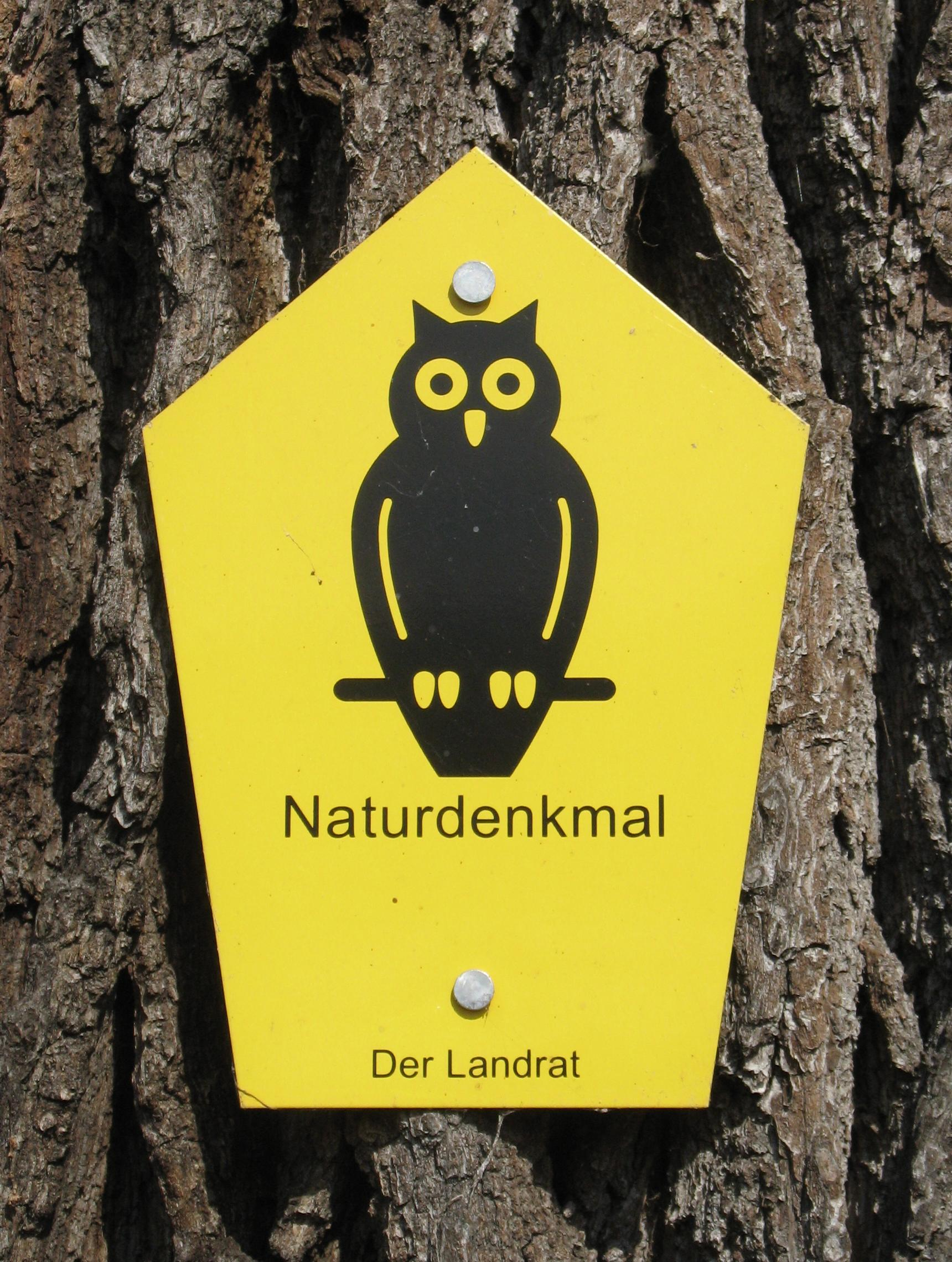
Bordje Naturdenkmal

In Duitsland worden natuurmonumenten van rechtswege beschermd op basis van § 28 van de Bundesnaturschutzgesetzes en op deelstaatniveau op basis van de Länder-Naturschutzgesetzen.

## Verenigde Staten
In de Verenigde Staten kent zogenaamde National Monuments Hieronder vallen ook kliffen, forten, archeologische plaatsen en locaties met een belangrijke betekenis voor de inheemse bevolking. Dit type locaties valt onder categorie III van de International Union for Conservation of Nature and Natural Resources.